# Bēl-Ḫarrān-bēlu-uṣur

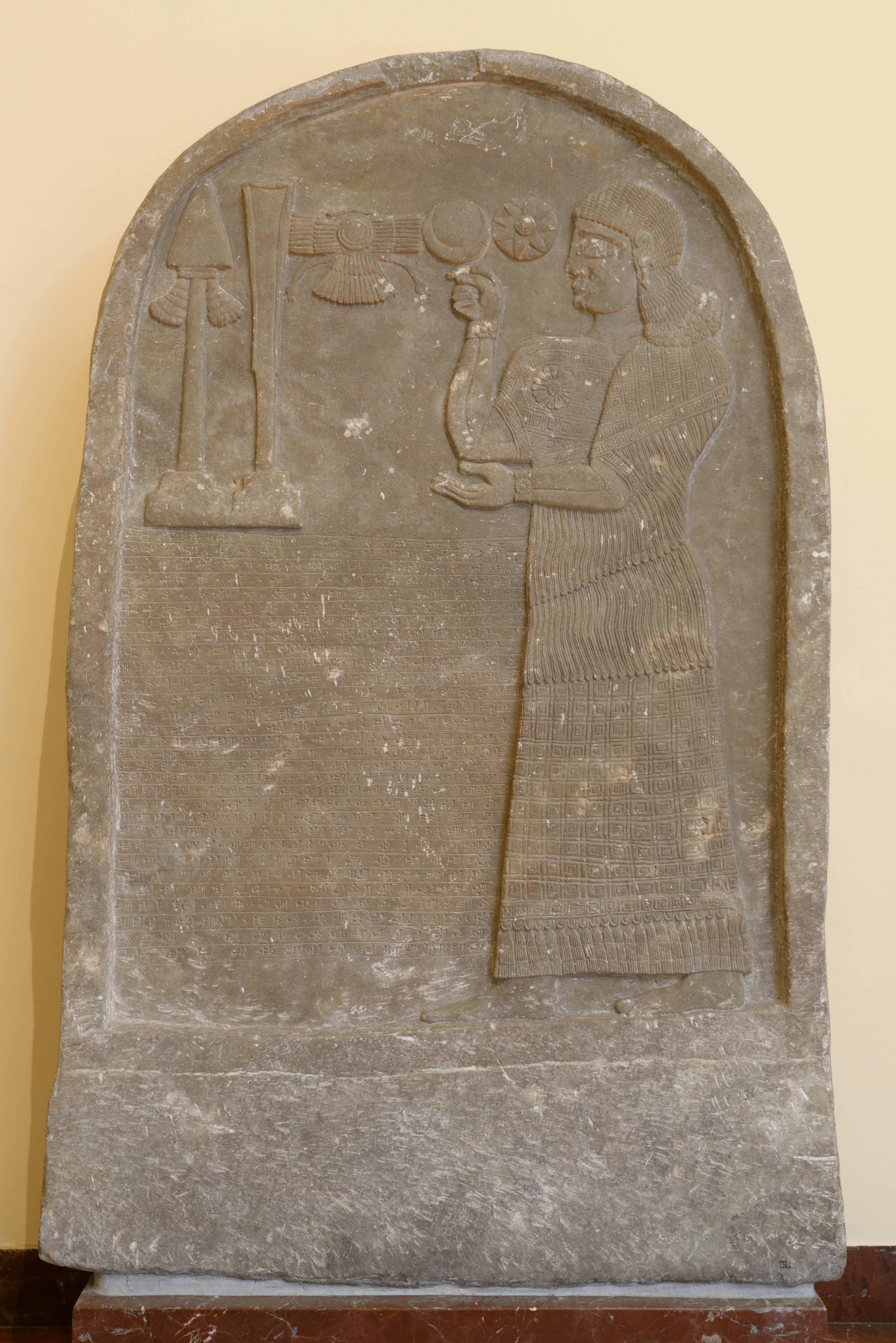
Bel-Harran-beli-usur, Archäologisches Museum Istanbul

Bēl-harrān-bēli-uṣur war ein hoher Beamter Adad-niraris III. und Tukulti-apil-Ešarras III. im 8. Jahrhundert v. Chr. Er war unter anderem „Herold des Palastes“ (nāgir ēkalli), „limmu-Beamter“ und möglicherweise Gouverneur von Guzana. Diese Identifikation ist jedoch sehr unsicher. In einer Inschrift auf einer nördlich von Hatra gefundenen Stele wird sein Name noch vor dem des Königs genannt, was auf außerordentliche Macht hindeutet. In derselben Inschrift berichtet er auch von der Gründung einer Stadt in der Wüste westlich Ninives namens Dur-Bēl-harrān-bēli-uṣur. Dieser Stadt habe er die Befreiung von Steuerlasten zugesichert, ein Privileg, das sonst nur dem König zustand.